# EatStreet
EatStreet Inc. — американская служба онлайн-заказа еды, которая действует как централизованный маркетплейс, где посетители могут заказать доставку и еду на вынос из ресторанов в своем районе. Основанная в 2010 году в Мадисоне, штат Висконсин (США), компания расширилась до более чем 15 000 ресторанов на более чем 150 рынках по всей стране. В дополнение к платформе онлайн-заказов EatStreet также предлагает ресторанам индивидуальные веб-сайты, мобильные приложения, заказы через Facebook и услуги цифрового маркетинга.

## История
Первоначально основанная тремя студентами Висконсинского университета в Мадисоне, соучредителями Мэттом Ховардом, Эриком Мартеллом и Алексом Уайлером 1 февраля 2010 года, компания начала работать под названием «BadgerBites» и поначалу вела свою деятельность исключительно в Мадисоне, штат Висконсин. В августе 2011 года компания начала выходить на дополнительные рынки, сосредоточив внимание на небольших городах, особенно на тех, где есть колледжи и университеты.
После запуска пятнадцати дочерних сайтов BadgerBites компания запустила обновленный веб-сайт, чтобы объединить все свои рестораны и рынки, а также начала национальную экспансию под новым названием «EatStreet» 21 января 2013 года. В феврале 2013 года компания привлекла 2,45 миллиона долларов в инвестиционном раунде серии A. Позже в том же году EatStreet был помещен компанией StrategyEye в список «Стартапов по доставке еды, за которым стоит следить» под № 2, а генеральный директор Мэтт Ховард за свои предпринимательские способности был включен в «M List» 2013 года журналом Madison Magazine.
В начале 2014 года EatStreet стала партнером Национальной ассоциации ресторанов в рамках промоушена ассоциации Extreme Digital Makeover. EatStreet заключила партнерское соглашение с Yelp в июне 2014 года, чтобы позволить онлайн-пользователям заказывать еду прямо со страниц ресторанов Yelp. Несколько месяцев спустя, в феврале 2014 года, финансирование EatStreet в рамках инвестиционного раунда серии B достигло в общей сложности 8,4 миллиона долларов.
Весной 2015 года Ховард, Мартелл и Уайлер были названы финалистами премии EY «Предприниматель года» на Среднем Западе. В том же году EatStreet получила в инвестиционном раунде серии C финансирование на общую сумму в 26 миллионов долларов.
В сентябре 2016 года журнал Madison Magazine назвал EatStreet одним из лучших мест для работы в Мэдисон, проведя сравнение с компаниями из Кремниевой долины за их аутентичную культуру технологических стартапов.
Осенью 2017 года Ховард и Уайлер из EatStreet были включены в список Forbes 30 Under 30 в области потребительских технологий.
В феврале 2017 года EatStreet внедрила собственные службы доставки в десяти городах после приобретения филадельфийской компании по доставке еды Zoomer. По состоянию на май 2017 года в компании работает около 200 корпоративных сотрудников и более 800 водителей-экспедиторов. Компания является венчурной.

## Утечка информации
В 2019 году в EatStreet произошла утечка данных и информации, включая имена, номера телефонов, адреса электронной почты и номера маршрутов для ресторанов и служб доставки, в дополнение к информации о клиентах EatStreet, включая имена, последние четыре номера кредитных карт, даты истечения срока действия, платежные адреса, адреса электронной почты, а также были доступны телефонные номера. Преступник утверждал, что имеет доступ к шести миллионам учетных записей.
Согласно информации, раскрытой EatStreet и обнародованной в июле 2019 года, 3 мая 2019 года неавторизованная сторона взломала свою компьютерную сеть и продолжала получать доступ и загружать информацию из своей базы данных до 17 мая, когда компания обнаружила вторжение.